# Habitatge de J. Vilaseca Rivera a la carretera d'Agramunt, 31
L'Habitatge de J. Vilaseca Rivera a la carretera d'Agramunt, 31 és una obra noucentista de Cervera (Segarra) protegida com a Bé Cultural d'Interès Local.

## Descripció
Situat a la carretera L-303, dominada per la presència de magatzems de diferents especialitats. Edifici entre mitgeres que presenta una divisió horitzontal en dos cossos. La planta baixa, amb aparell de pedra més o menys tallada i aparellada, presenta tres obertures, dues de les quals estan tapiades -la que seria la porta d'accés al primer pis i la finestra- i només és operativa la del magatzem. Les tres obertures són d'arc de mig punt. Al segon cos hi ha tres obertures que comparteixen una sola llosana per a una balconada, a la qual li falta la barana. Pilastres amb maons emmarquen i delimiten aquestes obertures, creant franges intermèdies entre aquestes. Per damunt de cada obertura hi ha una finestra quadrangular tapiada, amb el perfil resseguit de maó. El tester és pla, amb un lleuger ressalt a la part central de la façana i està constituït per una cornisa motllurada, també feta de maó.